# ホルヘ・マヌエル・テオトコプリ
ホルヘ・マヌエル・テオトコプリ、もしくはホルヘ・マヌエール・テオトコプーロス（スペイン語：Jorge Manuel Theotocópuli, ギリシャ語：Χόρχε Μανουέλ Θεοτοκόπουλος, 1578年 - 1631年3月28日）は、16世紀および17世紀のスペインの画家、建築家。エル・グレコの息子。

## 概要
幼少期は母親のヘロニマ・デ・ラス・クエバスの元で育ったと考えられているが、ある年以降は父親に学び、絵画や彫刻、建築などの制作を行った。彼の活動は大きく二期に分かれ、前期は父の工房の協力者として働いたものである。1603年以降テオトコプリは父親の工房で活動し、やがて個人でもティトゥルシアの祭壇画などを請け負うようになった。前期に比べ後期は絵画制作の数も減り、その原因は彼や彼の父が作り出した絵画よりさらに具体的な絵画が現れたためと考えられている。彼の絵画的なキャリアはそこまで注目すべき点はないとされるが、彼の功績は建築で見られ、トレドで市庁舎やトレド大聖堂を始めとした重要な建築及び彫刻に携わった。また、トレドの知識人たちに支えられた父親と異なり、トレドの街の公的な依頼が多かった。1614年のグレコの死後以降は建築に注力し、トレド大聖堂の棟梁の地位を得て、第八チャペルの丸天井の設計及び天井のフレスコ画の塗装、モサラベ様式のチャペルの丸天井などの建設と同時に、トレド市庁舎の施工を行った。
彼は生涯三度の結婚をし、何人かの子供を残したが、最終的にはタベーラ施療院にて貧困のうちに一生を終えた。彼の死後翌日にサントルカトの修道院に埋葬された。

## 代表作

### 絵画
- 『祈るアッシジの聖フランシスコ』1600-1605年頃、トレド、レルマ家所蔵

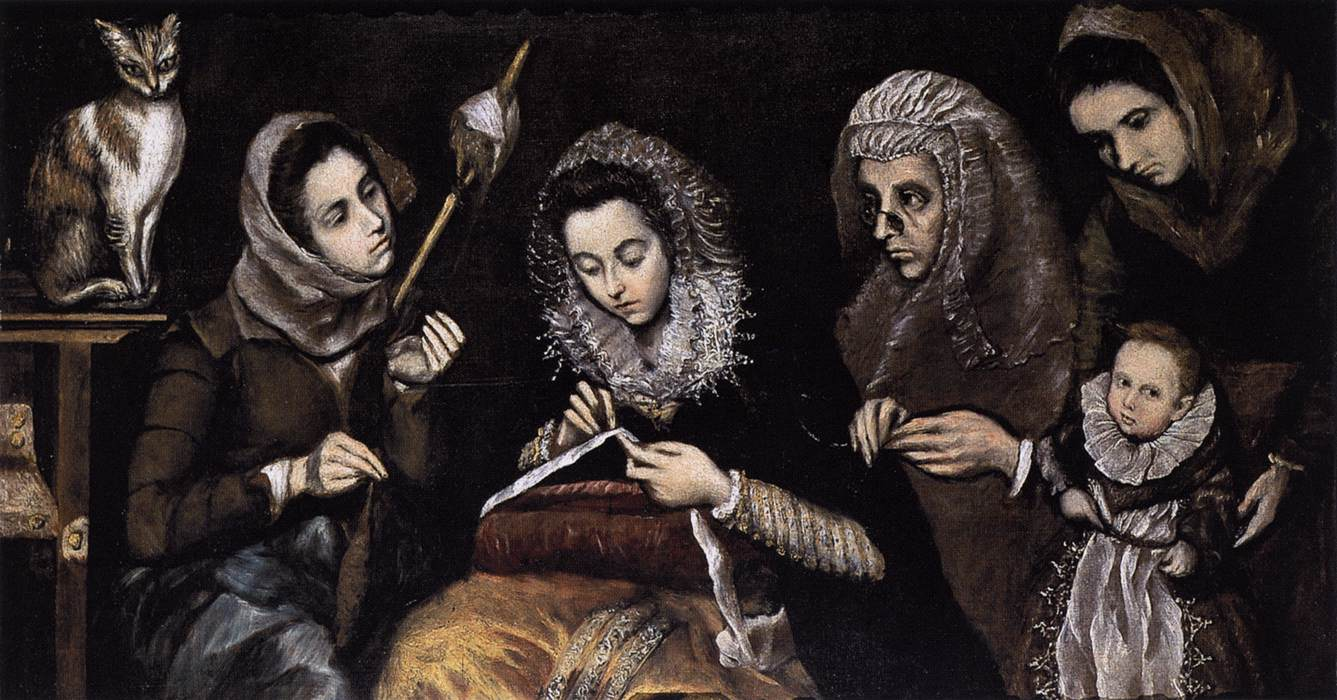
《エル・グレコの家族》 1605 王立サン・フェルナンド美術アカデミー所蔵

### 建築

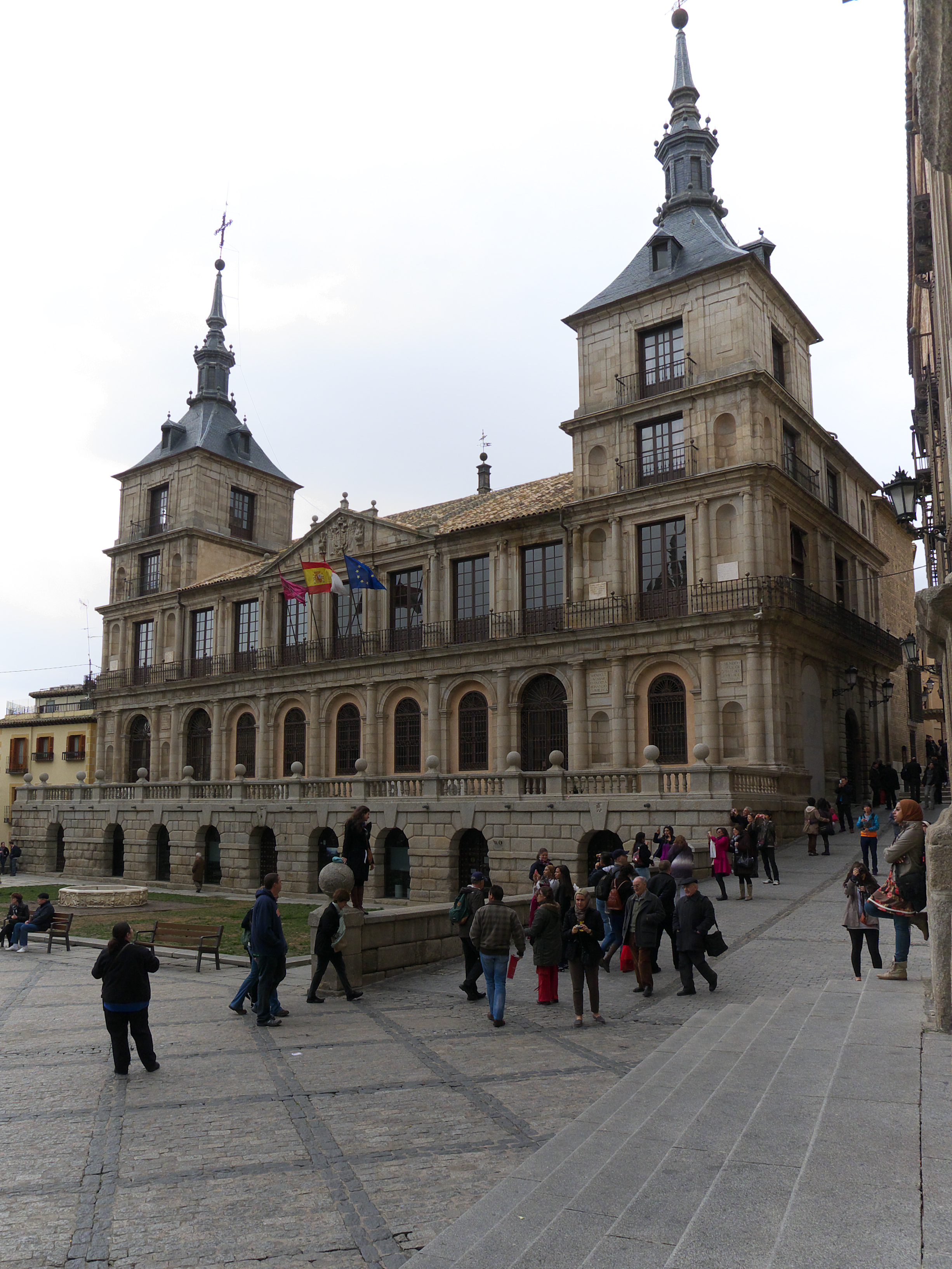
《トレド市庁舎》 1612-1618
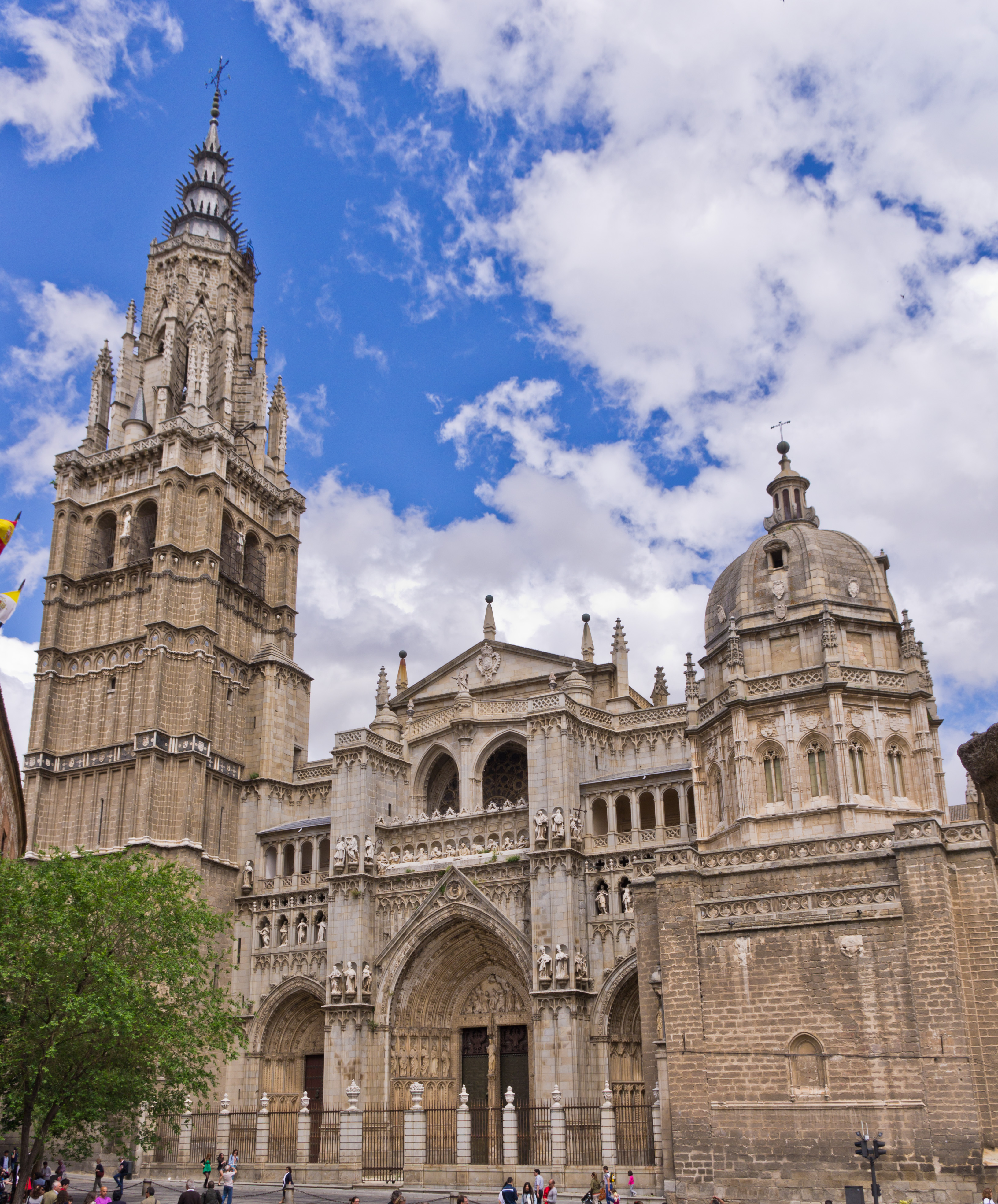
《トレド大聖堂》 第八チャペル(1620年代完成[6]) モサラベ様式のチャペル